# Aphelandra attenuata
Aphelandra attenuata é uma espécie de planta da família Acanthaceae. É endémica do Equador. O seu habitat natural localiza-se em florestas subtropicais ou tropicais secas. Ela é ameaçada por perda de habitat.